# Девід Карузо
Де́від Сті́вен Кару́́зо (англ. David Stephen Caruso; нар. 7 січня 1956) — американський актор.

## Біографія
Девід Стівен Карузо народився 7 січня 1956 року в Квінзі, Нью-Йорк, США. Його батько Чарльз Карузо, італійського походження, працював редактором газети, а мати, Джоан, ірландка, працювала бібліотекарем. Девід виховувався в католицькій родині, тому отримував початкову освіту в релігійних школах: спочатку він відвідував початкову і середню школу в Our Lady Queen of Martyrs у Квінзі, потім — середню школу Архієпископа Моллоя (англ. Archbishop Molloy High School), яку він закінчив у 1974 році.

## Кар'єра
Першою роботою Девіда Карузо в кіно стала роль Денні у фільмі «Getting Wasted» (1980). Наступне десятиліття актор знімався у другорядних ролях в таких кінострічках, як «Рембо: Перша кров», «Офіцер і джентльмен», «Блу-сіті» тощо.
На початку 90-х Карузо все ще продовжував зніматися у ролях другого плану. Під час зйомок фільму «Гудзонський яструб» він, вживаючись у роль, відмовлявся розмовляти з ким-небудь на знімальному майданчику, оскільки його персонаж, Кіт Кат, за сценарієм був німим.
Свою першу серйозну роль актор отримав лише в 1993 році, коли зіграв детектива Джона Келлі — головного персонажа кримінального серіалу Поліція Нью-Йорка (англ. NYPD Blue). За цю роль Карузо був удостоєний кінопремії «Золотий глобус» як «найкращий актор телесеріалу». Але вже в наступному році актор відмовляється від зйомок після того, як йому було відмовлено у підвищенні гонорару. У 2010 році американський тижневик «TV Guide» удостоїв це рішення шостої позиції у списку «10 найбільших помилок в історії телебачення».
Після того Девід повернувся до зйомок на другорядних ролях у малобюджетних фільмах. Його повернення на телебачення відбулось у 2002 році, коли він з'явився в ролі лейтенанта Гораціо Кейна в серіалі «Місце злочину: Маямі». Персонаж Карузо придбав широку популярність завдяки лаконічним і влучним фразам, які він вимовляє знімаючи сонцезахисні окуляри на початку кожної серії.

## Особисте життя
Девід Карузо був одружений двічі на актрисах Чері Моганс і Рейчел Тікотін. У шлюбі з Рейчел народилася дочка Грета (1 червня 1984 року). У 2004 році на зйомках Девід познайомився з Лізою Маркез, і з вересня вони вже жили разом цивільним шлюбом. 15 вересня 2005 року у пари народився син Маркез Антоні, а в жовтні 2007 — дочка Палома Ракель. У цьому ж році пара розлучилася, після чого почався судовий процес. Колишня цивільна дружина вимагала виплатити їй 1 млн доларів. Ці вимоги суд задовольнив і сторони у 2008 році прийшли до угоди. Однак Девід не поспішав виконувати свої зобов'язання. У результаті, Ліза Маркез подала ще один позов, в якому, крім заявленої раніше суми вона зажадала щомісячного утримання, відшкодування моральної шкоди, і щоб маєток Шерман Окс було записано на її ім'я.
Зараз Девід Карузо живе в Маямі і Лос-Анджелесі зі своєю подругою Аміною Іслам (Тірон).

## Фільмографія
| Рік       |    | Українська назва                 | Оригінальна назва                                         | Роль                          |
| --------- | -- | -------------------------------- | --------------------------------------------------------- | ----------------------------- |
| 1976      | с  | Надія Райан                      | Ryan's Hope                                               | посильний                     |
| 1980      | ф  | Застереження                     | Without Warning                                           | Том                           |
| 1980      | ф  | Пропадаючи від любові            | Falling in Love Again                                     | молодий хлопець               |
| 1980      | ф  | Звикаючи до наркотиків           | Getting Wasted                                            | Денні                         |
| 1981      | тф | Божевільні часи                  | Crazy Times                                               | Боббі Ши                      |
| 1981      | с  | Палмерстаун, США                 | Palmerstown, U.S.A.                                       | наречений                     |
| 1981—1983 | с  | Блюз Гілл Стріт                  | Hill Street Blues                                         | Shamrock Leader Tommy Mann    |
| 1982      | ф  | Офіцер і джентльмен              | An Officer and a Gentleman                                | Топпер Деніелс                |
| 1982      | ф  | Рембо: Перша кров                | Rambo: First Blood                                        | Мітч                          |
| 1983      | тф | В ім'я любові і честі            | For Love and Honor                                        | Расті                         |
| 1983      | с  | Каліфорнійський дорожній патруль | CHiPs                                                     | Чарлі                         |
| 1983      | с  | Ті Джей Хукер                    | T.J. Hooker                                               | Расс Дженнінгс                |
| 1983      | с  | Паперова гонитва                 | The Paper Chase                                           | Беннетт                       |
| 1984      | с  | Перша Олімпіада: Афіни 1896      | The First Olympics: Athens 1896                           | Джеймс Конноллі               |
| 1984      | ф  | Викрадач сердець                 | Thief of Hearts                                           | Бадді Каламара                |
| 1986      | ф  | Блу-сіті                         | Blue City                                                 | Джої Рейфорд                  |
| 1986      | тф | Кримінальна історія              | Crime Story                                               | Джонні О'Доннел               |
| 1987      | тф | У рідні краї                     | Into the Homeland                                         | Райдер                        |
| 1987      | ф  | Китаянка                         | China Girl                                                | Меркурі                       |
| 1988      | ф  | Близнюки                         | Twins                                                     | Ель Греко                     |
| 1990      | ф  | Король Нью-Йорка                 | King of New York                                          | Денніс Гіллі                  |
| 1990      | с  | Х.Е.Л.П.                         | H.E.L.P.                                                  | Френк Сордоні                 |
| 1990      | тф | Паркер Кейн                      | Parker Kane                                               | Джої Торрегросса              |
| 1990      | тф | Рейнбоу Драйв                    | Rainbow Drive                                             | Ларрі Хаммонд                 |
| 1991      | ф  | Гудзонський яструб               | Hudson Hawk                                               | Кіт Кат                       |
| 1991      | тф | Місія акули                      | Mission of the Shark: The Saga of the U.S.S. Indianapolis | Вілкс                         |
| 1993      | тф | Судний день: Історія Джона Ліста | Judgment Day: The John List Story                         | начальник поліції Боб Річленд |
| 1993      | ф  | Скажений пес і Глорія            | Mad Dog and Glory                                         | Майк                          |
| 1993—1994 | с  | Поліція Нью-Йорка                | NYPD Blue                                                 | детектив Джон Келлі           |
| 1995      | ф  | Поцілунок смерті                 | Kiss of Death                                             | Джиммі Кілмартін              |
| 1995      | ф  | Нефрит                           | Jade                                                      | Девід Кореллі                 |
| 1997      | тф | Золотий берег                    | Gold Coast                                                | Магуаер                       |
| 1997—1998 | с  | Майкл Хейс                       | Michael Hayes                                             | Майкл Хейс                    |
| 1997      | ф  | Холод у серці                    | Cold Around the Heart                                     | Нед Таш                       |
| 1998      | ф  | Відлік жертв                     | Body Count                                                | Хоббс                         |
| 2000      | тф | У глухому куті                   | Deadlocked                                                | Нед Старк                     |
| 2000      | ф  | Доказ життя                      | Proof of Life                                             | Діно                          |
| 2001      | ф  | Дев'ята сесія                    | Session 9                                                 | Філ                           |
| 2002      | ф  | Блек Пойнт                       | Black Point                                               | Джон Хоукінс                  |
| 2002      | с  | CSI: Місце злочину               | CSI: Crime Scene Investigation                            | лейтенант Гораціо Кейн        |
| 2002—2012 | с  | CSI: Місце злочину. Маямі        | CSI: Miami                                                | лейтенант Гораціо Кейн        |
| 2004      | вг | CSI: Місце злочину. Маямі        | CSI: Miami                                                | лейтенант Гораціо Кейн        |
| 2005      | с  | CSI: Місце злочину. Нью-Йорк     | CSI: NY                                                   | лейтенант Гораціо Кейн        |